# Kőszeghy Elemér

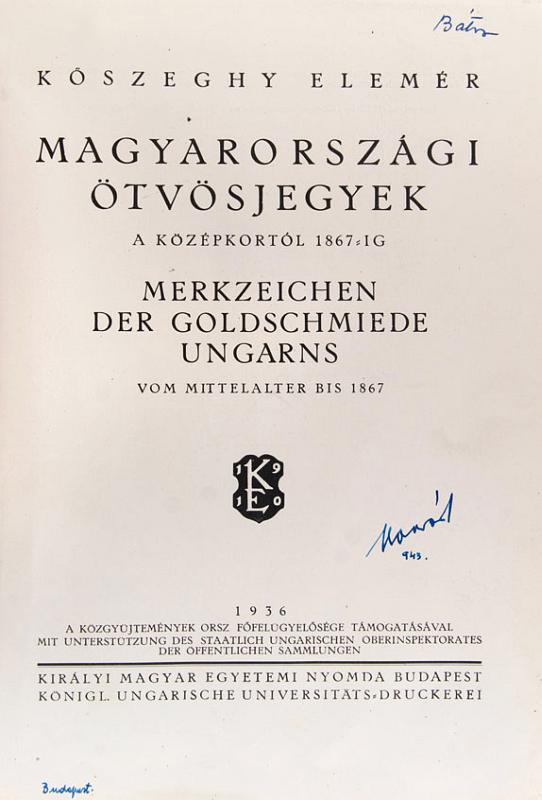

Kőszeghy Elemér (születése neve: Winkler) (Rózsahegy, 1882. január 3.  – Budapest, 1954. szeptember 1.) művészettörténész, festő, restaurátor.
Nálunk, zipsereknél, ugyanis két szörnyű járvány dul: a tulságba vitt alaposság mániája és a túlhajtott szorgalom furorja. Ez utóbbit szerencsésen elkerültem eddig – pedig ragadós nyavalya!

## Életútja
Winkler Manó és Wieland Elza fia. Jogi tanulmányokat végzett Bécsben, majd Budapesten. A Mintarajziskolában tanult. Pályafutását a kultuszminisztériumban kezdte. 1902-ben ösztöndíjjal Rómában, majd Törökországban járt. 
1914–1919 között a kassai múzeum igazgatója, 1923-tól 12 évig a lőcsei múzeum igazgatója volt. Értékes műtörténeti tanulmányokat közölt a Szepesi Híradóban, melynek egy ideig a főszerkesztője is volt. Ekkor fedezte fel a szepesdaróci templom régi falfestményeit, melyeket szakszerűen restaurált. 1939-ben a Magyar Történeti Múzeum Iparművészeti Tárának igazgatója lett. 
1946-ban vonult nyugalomba. A magyar ötvösséggel kapcsolatos kutatómunkája alapvető jelentőségű.

## Magánélete
Második házastársa Breuer Edit (1888–1972) volt, akit 1916. október 23-án Lőcsén vett nőül.

## Művei
- Der älteste Thurzó-Grabstein. Mitteilungen aus der Vergangenheit der Zips, 16, 1934
- Magyarországi ötvösjegyek a középkortól 1867-ig. Merkzeichen der Goldschmiede Ungarns vom Mittelalter bis 1867. [Kétnyelvű (magyar-német) kiadás.] Budapest, 1936
- A Szepesség újabbkori festői és szobrászai. Budapest, 1937
- Kassa műemlékei. Budapest, 1939
- 2003 Lőcsei éveim, 1924-1936. Széphalom 13